# 236. Infanterie-Division (Deutsches Kaiserreich)
Die 236. Infanterie-Division war ein Großverband der Preußischen Armee im Verbund des Deutschen Heeres im Ersten Weltkrieg.

## Geschichte
Die Division wurde am 16. Januar 1917 gebildet und im Kriegsverlauf ausschließlich an der Westfront eingesetzt.

### Gefechtskalender

#### 1917
- 11. April bis 7. Mai – Kämpfe vor der Siegfriedfront
- 08. bis 20. Mai – Frühjahrsschlacht bei Arras
- 21. Mai bis 2. September – Stellungskämpfe in Flandern und Artois
- 03. bis 28. September – Schlacht in Flandern
- 29. September bis 31. Dezember – Stellungskämpfe in Flandern und Artois

#### 1918
- 01. bis 31. Januar – Stellungskämpfe in Flandern und Artois
- 01. Februar bis 20. März – Stellungskämpfe im Artois und Aufmarsch zur Großen Schlacht in Frankreich
- 21. März bis 1. April – Große Schlacht in Frankreich
  - 21. bis 23. März – Durchbruchsschlacht Monchy-Cambrai
  - 28. März – Angriff an der Scarpe, Erstürmung von Neuville-Vitasse
- 01. bis 15. April – Stellungskrieg in Flandern
  - 16. bis 29. April – Kämpfe im Wytschaete-Bogen
- 30. April bis 23. Juni – Stellungskrieg in Flandern
- 23. Juni bis 22. Juli – Grenzschutz an der belgisch-holländischen Grenze
- 23. Juli bis 18. September – Stellungskrieg in Flandern
  - 28. August bis 4. September – Kämpfe vor der Front Ypern-La Bassée
- 18. bis 26. September – Stellungskämpfe in der Woëvre-Ebene und westlich der Mosel
- 26. September bis 11. November – Abwehrschlacht in der Champagne und an der Maas
  - 26. September bis 31. Oktober – Abwehrkämpfe zwischen Argonnen und Maas
- ab 12. November – Räumung des besetzten Gebietes und Marsch in die Heimat

## Gliederung
- 236. Infanterie-Brigade
  - Infanterie-Regiment Nr. 457
  - Infanterie-Regiment Nr. 458
  - Infanterie-Regiment Nr. 459
  - 4. Eskadron/Schleswig-Holsteinisches Dragoner-Regiment Nr. 13
- Artillerie-Kommandeur Nr. 236
  - 1. Westfälisches Feldartillerie-Regiment Nr. 7
- Pionier-Bataillon Nr. 236
- Divisions-Nachrichten-Kommandeur Nr. 236

## Kommandeure
| Dienstgrad   | Name           | Datum                                              |
| ------------ | -------------- | -------------------------------------------------- |
| Oberst       | Eduard Kreuter | 2. bis 3. Januar 1917 (mit der Führung beauftragt) |
| Generalmajor | Georg Mühry    | 4. Januar 1917 bis 12. Januar 1919                 |